# سوزان إل. دوجلاس
سوزان إل. دوجلاس (بالإنجليزية: Susan L. Douglass)‏ هي مُدرسة أمريكية، ولدت في 1950.